# 砥洎城
35°29′36″N 112°31′30″E / 35.49333°N 112.52500°E
砥洎城位于中国山西省阳城县润城镇润城村，又称润城小城，始建于明崇祯十一年（1638年），2006年被列为第六批全国重点文物保护单位。
砥洎城建于沁河环绕的土岗之上，因沁河古称洎水，故而得名。砥洎城平面呈椭圆形，总面积约2.4万平方米。城墙以砖石以及当地特有的建筑材料——废弃的炼铁坩埚建造。设有水、旱二门，旱门在城南，通往润城村；水门在城北，通往沁河。城墙上有望楼、炮口、藏兵洞等军事设施。城内有庙宇、住宅、花园等建筑。住宅多为四合院式，院内多为二至三层的楼阁式建筑。